# Gonolobus dorothyanus
Gonolobus dorothyanus là một loài thực vật có hoa trong họ La bố ma. Loài này được Fontella & E.A.Schwarz mô tả khoa học đầu tiên năm 1984.